# 小行星60406
小行星60406（60406 Albertosuci）是一颗绕太阳运转的小行星，为主小行星带小行星。该小行星于2000年2月20日发现。
該小行星以義大利業餘天文學家阿爾貝托·蘇奇（Alberto Suci）命名。

## 轨道参数
小行星60406的轨道半长轴为337 580 344 km，2.2565531 UA，离心率为0.140。